# Papaipema mulleri
Papaipema mulleri är en fjärilsart som beskrevs av Buchholz 1957. Papaipema mulleri ingår i släktet Papaipema och familjen nattflyn. Inga underarter finns listade i Catalogue of Life.